# 唐迪
唐迪（法語：Tendu，法語發音：[tɑ̃dy] ⓘ），法国中部市镇，位于中央-卢瓦尔河谷大区安德尔省，隶属于沙托鲁区，其市镇面积为42.17平方公里，2022年1月1日时人口数量为654人，在法国城市中排名第13,824位。
唐迪位于安德尔省中南部，布扎讷河畔，A20高速公路经过其境内并设有互通式立交桥连接镇中心。

## 地名来源
“唐迪”一名的含义及来源均尚有待考证。

## 历史
唐迪的早期历史尚不清楚，当地在古典时期可能存在一处采石场，并通过布扎讷河航运与外界联通。自中世纪以来，唐迪长期为贝里的一处普通农业村落。法国大革命后，唐迪成为安德尔省的一个市镇。工业革命期间，途径唐迪的莱索布赖－蒙托邦铁路建成通车，该铁路在唐迪市镇最北端建有“洛捷站”。第二次世界大战期间，唐迪曾出现民间抵抗运动组织。A20高速公路唐迪附近的路段于1994年12月建成通车。

## 地理

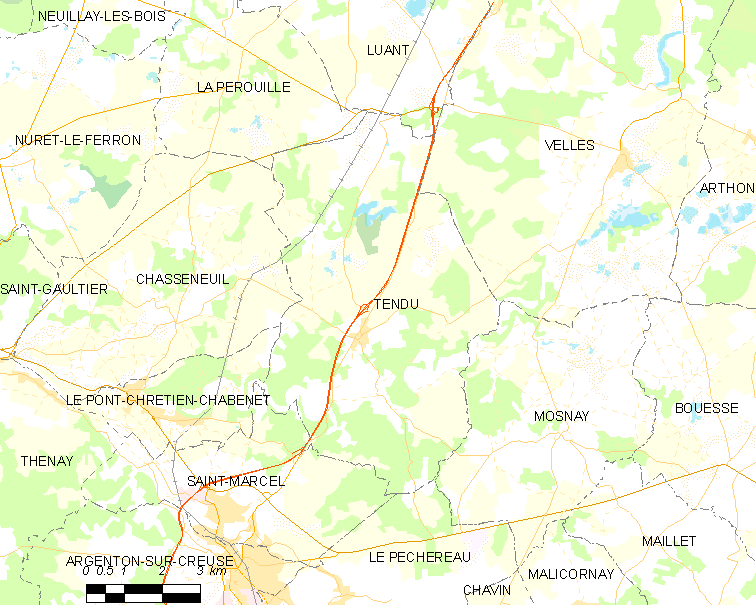
唐迪市镇范围地图

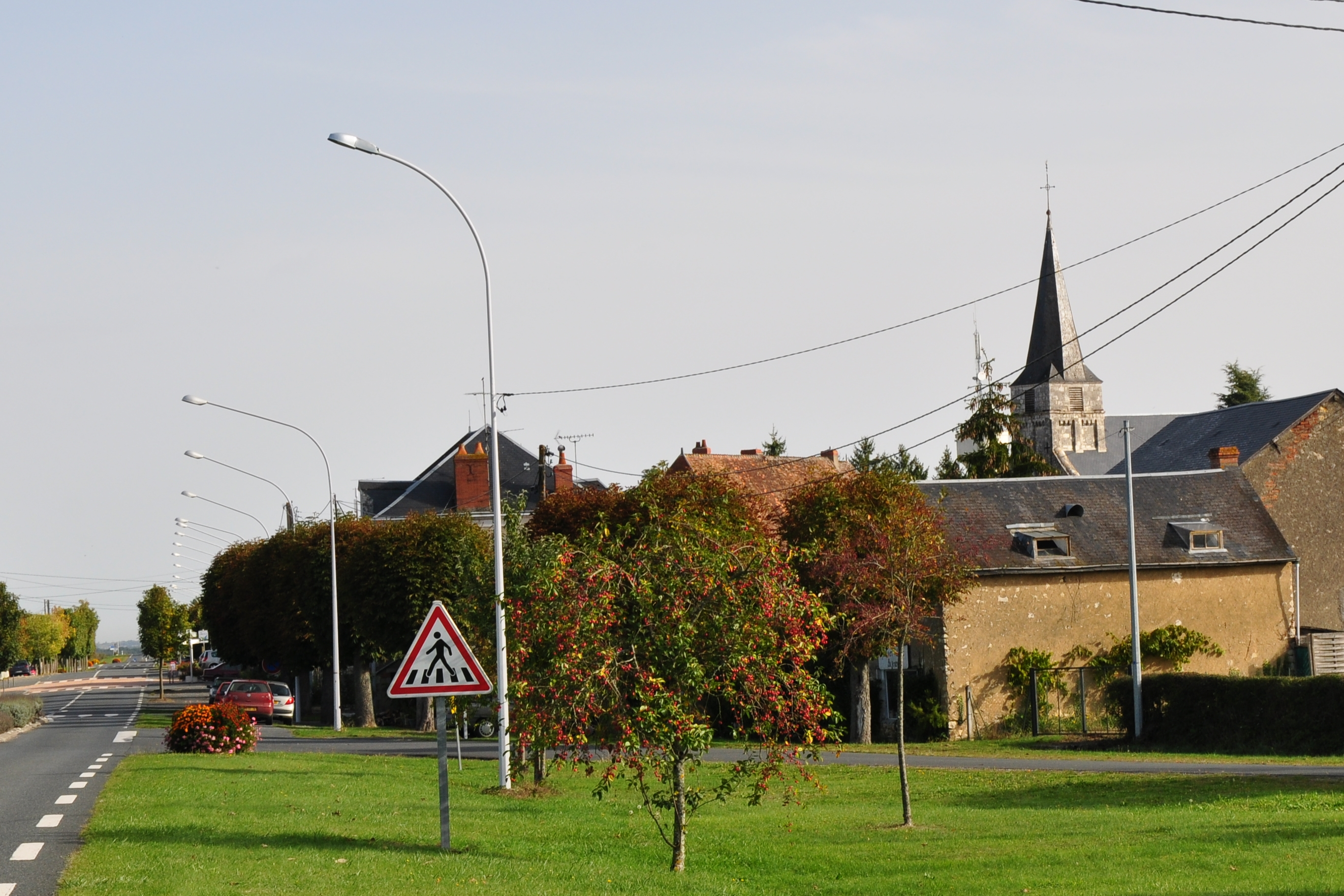
远眺唐迪镇中心

唐迪位于法国中部偏西，中央-卢瓦尔河谷大区南部和安德尔省中南部，距离省会沙托鲁大约23公里。与唐迪接壤的市镇包括：拉佩鲁耶、吕昂、韦勒、沙斯讷伊、勒蓬克雷蒂安-沙布内、莫奈、圣马塞尔和勒佩什罗。

### 地形
唐迪位于贝里地区南部，靠近法国中央高原的边缘地带，市镇中心地势较为平坦，整体地形自北向南略有抬升，全境海拔在107到174米之间。

### 水文
唐迪位于卢瓦尔河流域范围内，其三级支流布扎讷河自东向西流经境内南部，另一支流布藏特伊河则自东北向西南流经境内北部。此外唐迪市镇范围内有多处湖泊沼泽分布。

### 植被
唐迪属于温带阔叶混交林区，林地散落分布于市镇范围内的多个区域。
在鲜花城市的评比中，唐迪暂未被评级。

### 气候
唐迪在柯本气候分类法中属于温带海洋性气候。

## 行政区划
唐迪的市镇编号为36219，邮政编号为36200。
在行政管理方面，唐迪隶属于法国中央-卢瓦尔河谷大区安德尔省沙托鲁区；在地方选举方面，唐迪隶属于克勒兹河畔阿让通县，其市镇范围全境被划入安德尔省第二选区；在社会管理方面，唐迪是埃居宗-阿让通-克勒兹河谷市镇公共社区的组成部分。
截至2023年4月，唐迪市镇范围内暂无城市敏感街区及城市政策优先街区。
法国国家统计与经济研究所（简称）在进行数据统计时，未将唐迪划入任何城市核心区（Unité urbaine），并将包括唐迪在内的周边共44个市镇划为沙托鲁城市区。自2020年起，沙托鲁城市区被包含71个市镇的沙托鲁城市辐射区代替。此外，还将唐迪市镇整体看作一个“块区”（IRIS），以便于统计人口分布情况。

## 交通

### 公路
A20高速公路和安德尔省省道D30线、D40B线和D920线在唐迪境内交汇，中央-卢瓦尔河谷大区下属的城际客运提供校车线路，可前往沙托鲁。
2019年，70.6%的唐迪家庭拥有至少一辆私人汽车。2019年，唐迪境内共发生各类交通事故2起，造成5人受伤，其中3人重伤。
| 16 | 1 |

| 沙托鲁 | 23 |

| 勒潘索内 | 23 |

| 阿让通 | 8 |

### 铁路

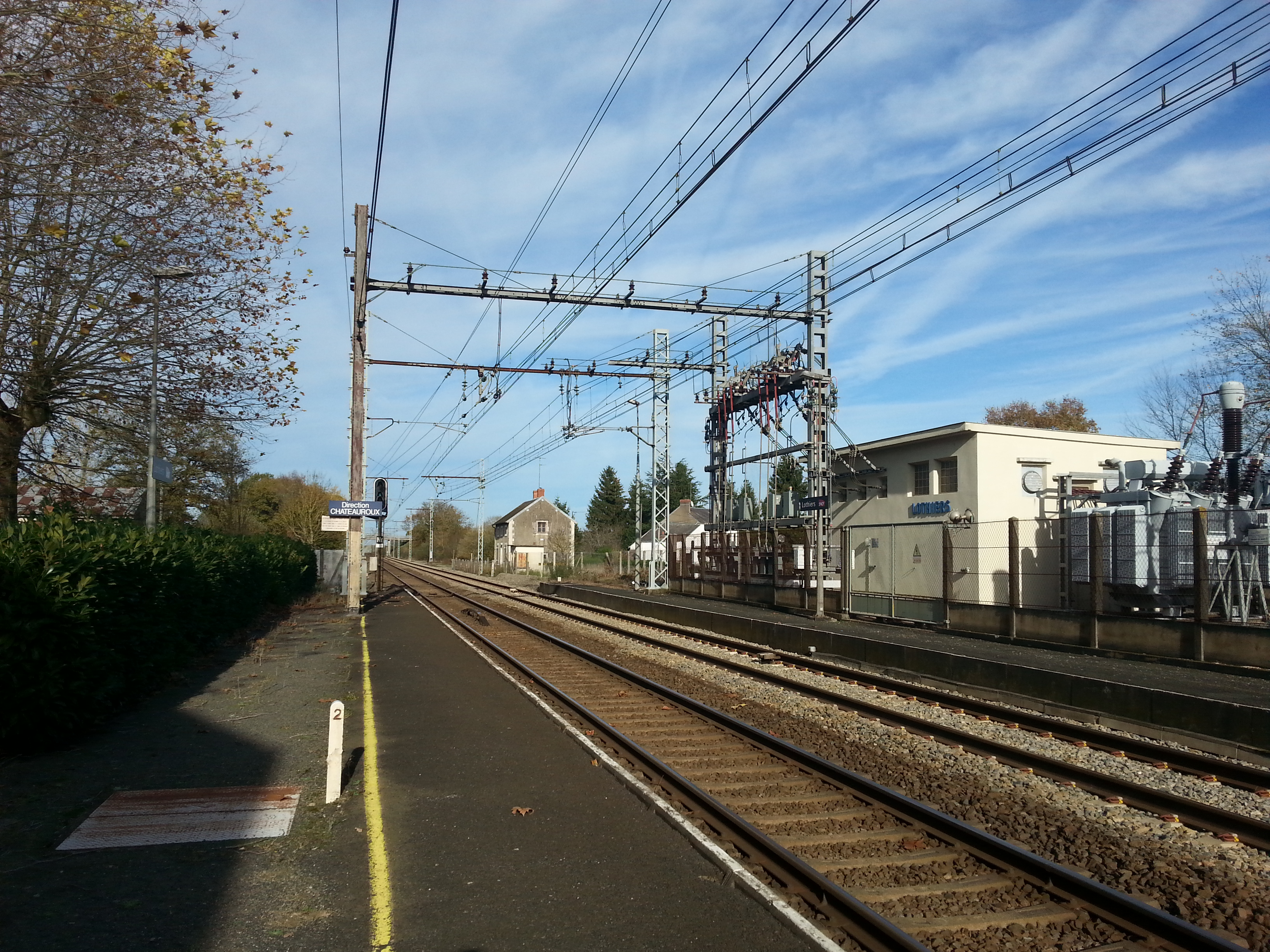
洛捷火车站

莱索布赖－蒙托邦铁路经过唐迪市镇范围西部。洛捷站位于唐迪最北部的洛捷街区附近，该站每天停靠一至三班往返于维耶尔宗和阿让通之间的区域列车。

### 航空
距离唐迪最近的航空站为26公里外的沙托鲁-代奥勒机场。

### 城市公共交通
截至2023年4月，唐迪暂无城市公共交通系统。

## 政治
唐迪的现任市长为达维德·罗德里盖兹先生（David RODRIGUEZ），他是一名无党派人士，在2020年的市政选举中获得了100%的支持率（无其他候选人）。
在2022年的法国总统大选中，法国极右翼政党国民阵线主席玛丽娜·勒庞在唐迪获得了57.38%的支持率。

## 人口
2019年，唐迪市镇人口数量为648，在法国排名第13,824位。其中男性335人，女性313人，75岁及以上人口占7.4%，外籍人口数量为23人，人口密度为15人/平方公里，当地居民被称为（男性）或（女性）。2020年，唐迪境内出生4人，死亡人口4人。
| 唐迪1901年－2020年人口变化情况 |
|                                |
| 数据来源：Cassini、INSEE       |

## 经济
截止2023年4月，唐迪市镇范围内共有各类用人单位（包含自雇）76家。

## 财政与居民收入
2021年，唐迪的财政收入总额为445,460欧元，财政支出总额为366,240欧元，当年的债务总额为323,820欧元。 2021年，唐迪市镇通过增值税获得61,240欧元的收入，此外当地还共获得了133,810欧元的国家直接财政补助。
2020年，唐迪的人均月收入总额为2,038欧元，低于法国平均水平（2,303欧元）。
2019年，唐迪境内的青壮年（15至64岁）失业率为7.8%；当地47.1%的家庭拥有纳税资格，平均纳税1,527欧元，低于法国平均水平（3,910欧元）。

## 社会事务

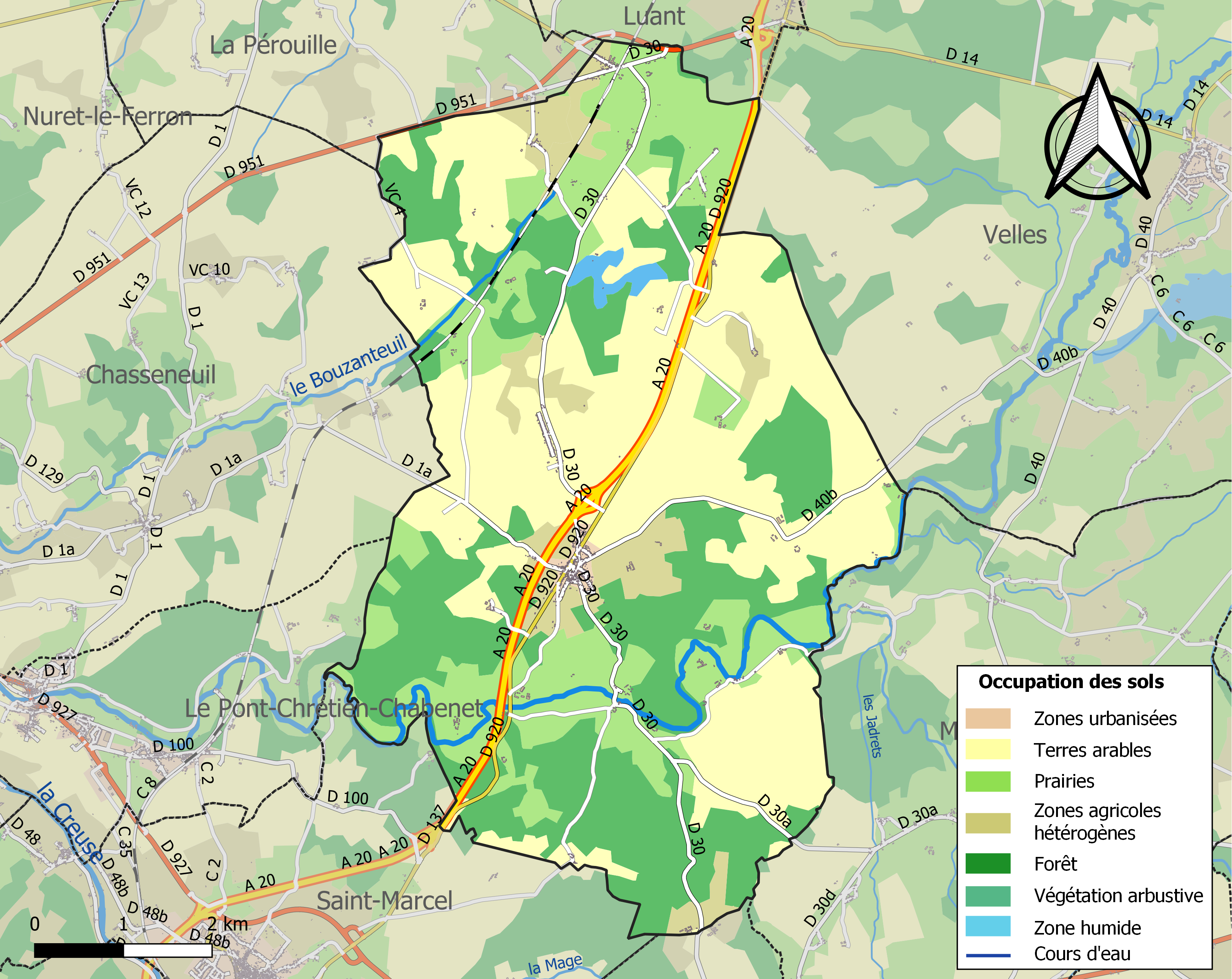
唐迪土地利用情况地图

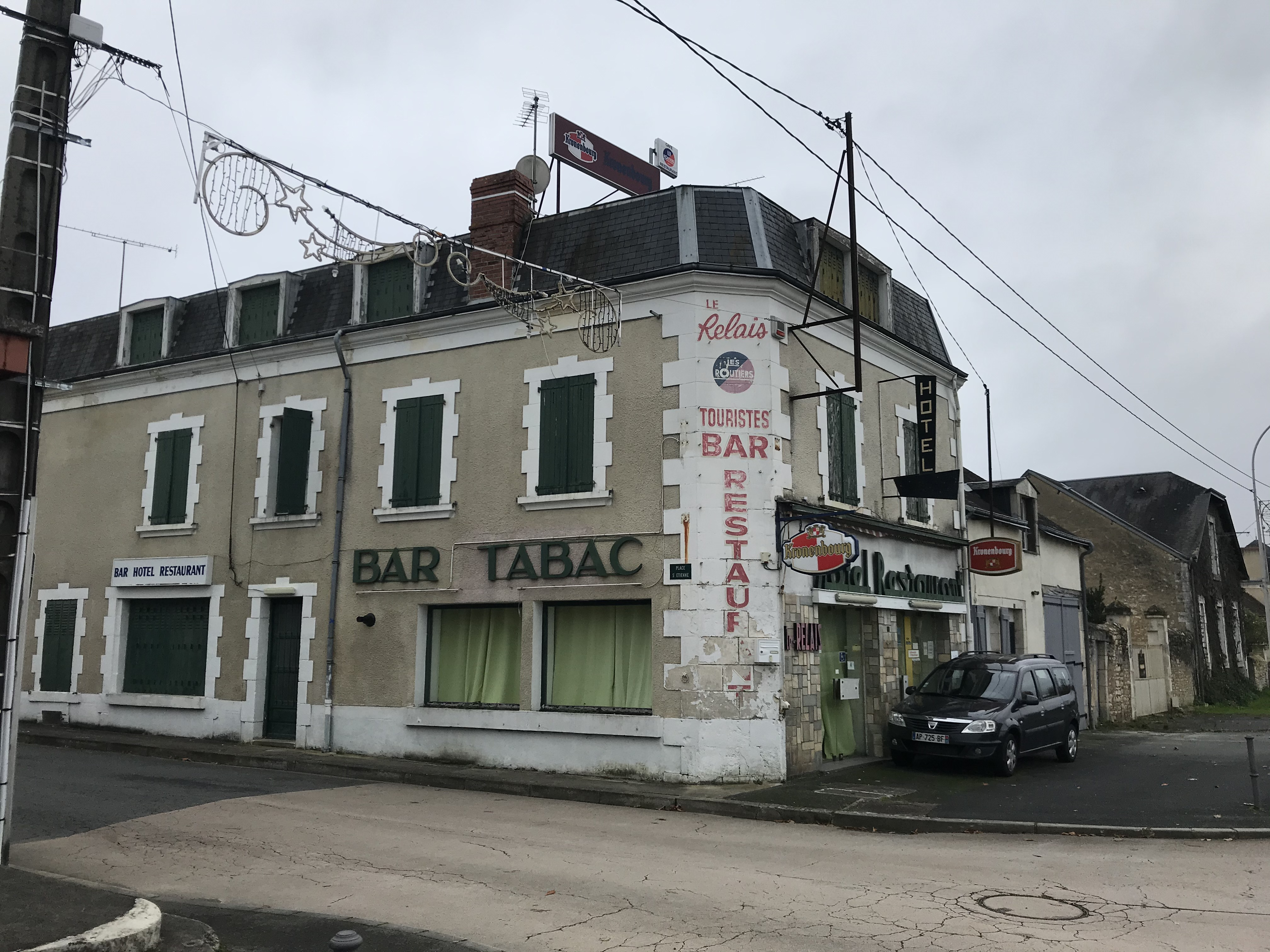
唐迪的一处烟酒店

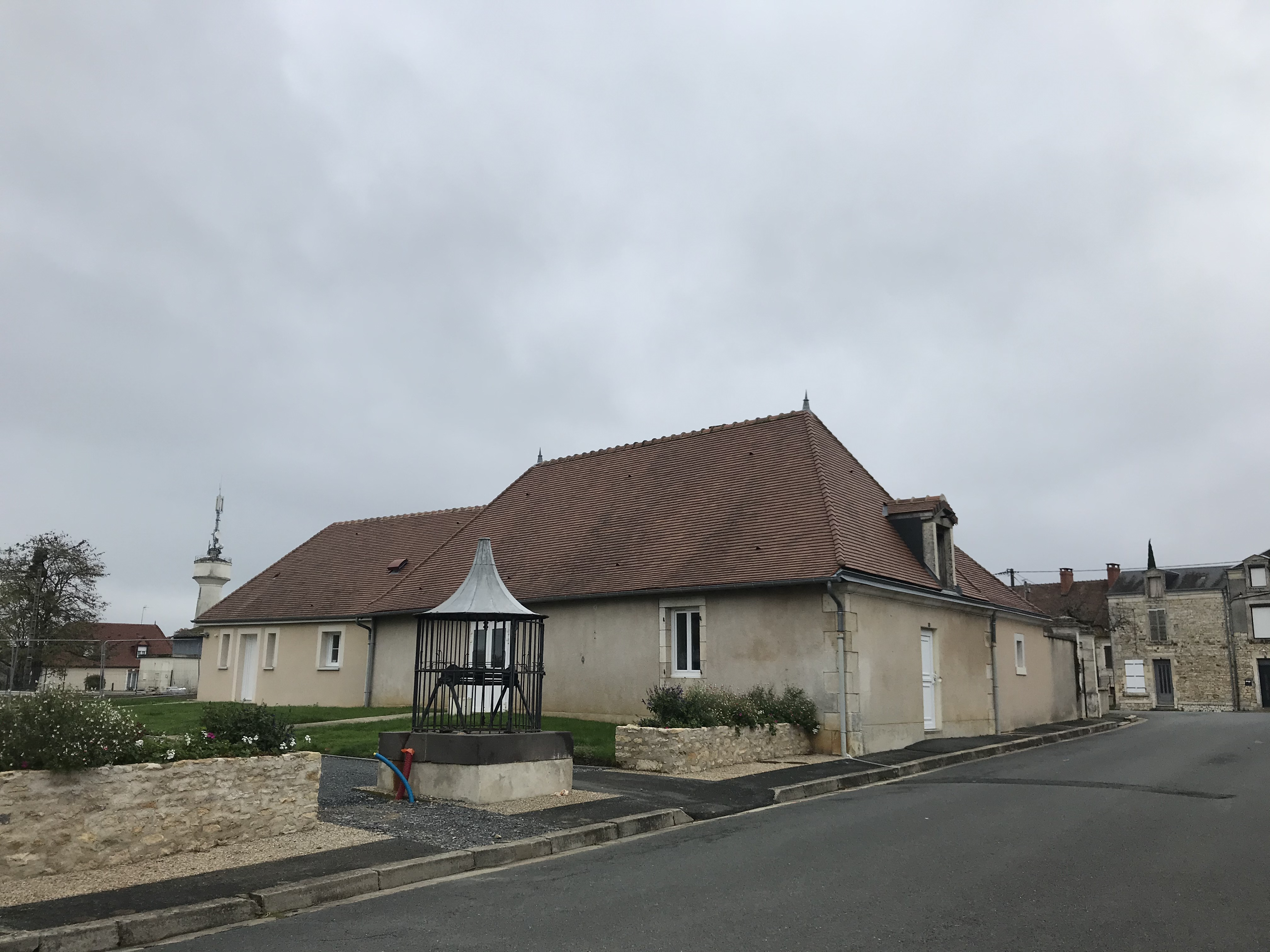
唐迪的一处民居

### 教育
唐迪属于奥尔良-图尔学区。截止2021年1月1日，唐迪境内暂无任何教育机构。

### 医疗
截止2021年1月1日，唐迪境内暂无任何医疗机构及从业人员。
距离唐迪最近的区域性医疗机构为沙托鲁中心医院（Centre Hospitalier de Châteauroux），其主病区位于沙托鲁市区南部，距离唐迪市区的正常车程约20分钟，该院设有床位755个，是当地规模最大的公立综合性医院。

### 住房
2019年，唐迪境内共有各类住房360套，其中99.4%为独立式居民区，0.6%为集中式居民区。常住房屋占唐迪市镇范围内居民建筑总量的74.2%。
在住房保障政策方面，2021年，唐迪境内共有28户家庭获得了住房经济补助，受益人数占总人口数量的4.3%，其中21份为房租补助。

### 商业
2021年，唐迪境内共有各类实体商铺4家，其中汽车维修店1家。

### 体育
2021年，唐迪境内有1处足球场。
截至2023年4月，唐迪体育联盟（Association Sportive de Tendu，编号580934）是唐迪境内唯一的一家注册足球俱乐部，其主场为市政球场（Stade Municipal）。

### 环境
唐迪的环境事务由其所属的埃居宗-阿让通-克勒兹河谷市镇公共社区联合各级政府协调负责。2021年，唐迪境内暂无污染企业。

### 治安
唐迪及其附近的共93个市镇是拉沙特尔国家宪兵队（zone gendarmerie de La Châtre）的管辖范围。2020年，该宪兵队累计记录各类案件1,720起，其中盗窃类案件872起，经济类案件290起，毒品交易类案件36起。

## 文化

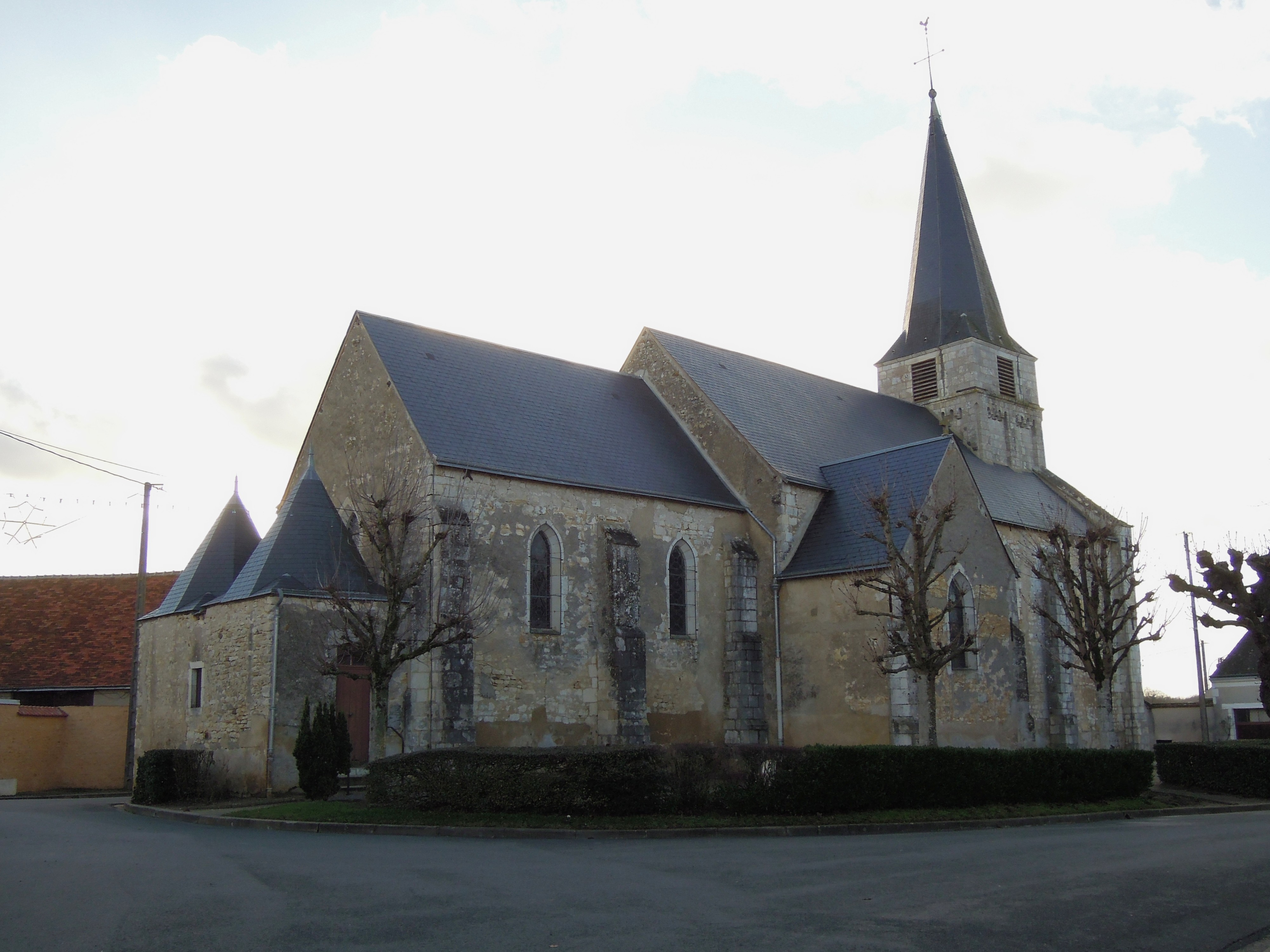
圣艾蒂安教堂

2021年，唐迪境内暂无任何文化设施。

### 建筑
唐迪境内有多处历史建筑，其中马济耶尔城堡是法国国家文物保护单位，镇中心的圣艾蒂安教堂（Église Saint-Étienne de Tendu）是当地的地标性建筑物。

### 旅游
唐迪的旅游事务由其所属的埃居宗-阿让通-克勒兹河谷市镇公共社区负责。2022年，唐迪境内暂无任何游客接待设施。

### 媒体
法国主要的媒体均可在唐迪接收，法国电视三台下属的中央-卢瓦尔河谷大区频道在部分时段播出唐迪所在安德尔省的地方新闻。

## 友好城市
截至2023年4月，唐迪暂未建立任何友好城市关系。